# Vårdplikt
Vårdplikt, föreslagen plikt för alla medborgare att under en period arbeta inom offentlig vård eller omsorg. De flesta som föreslår en sådan plikt tänker sig att den ska hanteras parallellt med värnplikten och civilplikten så att de flesta ungdomar, oavsett kön, skrivs in i någon typ av plikttjänstgöring.
Bland annat Feministiskt Initiativ förespråkar vårdplikt som en del av en allmän samhällsplikt.

## Argument för och mot vårdplikt
- Ett argument för vårdplikten är att den innebär en säker tillgång på arbetskraft för den offentliga sektorn.
- Ett argument mot vårdplikten är att den skulle utgöra tvångsmässigt arbete (i praktiken livegenskap), till skillnad från totalförsvarsplikten som är tänkt att vara utbildning (om än tvångsmässig).
- Dessutom har ett av syftena med allmän värnplikt varit att demokratisera landets militär och på så sätt minska risken för att den blir maktfullkomlig; detta argument för värnplikt används sällan i dag.
- Kritiker till förslag om vårdplikt menar också att den kan komma att cementera traditionella könsroller, i den mån att pojkar huvudsakligen skulle skrivas in i värnplikten och flickor skrivas in i vårdplikten.